# آرین (ماسنه)
آرین یا آریان (به انگلیسی: Ariane) یک اپرا در پنج پرده اثر ژول ماسنه است و توسط کتول ماندس به لیبرتو فرانسوی پس از اساطیر یونان (داستان آریادنه) درآمده است. اولین بار در کاخ گارنیه پاریس در تاریخ ۳۱ اکتبر ۱۹۰۶ و با صدای لوسین بروال اجرا شد.

## خلاصه داستان
داستان بر اساس افسانه‌های پیرامون تسئوس و دو خواهر به نام آریادنه و فدر است. این دو خواهر هر دو عاشق تسئوس هستند، اما او فدر را به جای آریادنه انتخاب می‌کند. هنگامی که فدر توسط مجسمه سرنگون شده آدونیس کشته می‌شود، آریادنه به جهان زیرین سفر می‌کند تا از پرسفونه برای زنده شدن خواهرش درخواست کند. پرسفونه با پیشنهاد گل‌های رز آریادنه نرم شد و فدر به زمین بازگشت. سپس تسئوس برای انتخاب مجدد خواهران حاضر می‌شود و یک بار دیگر فدر را انتخاب می‌کند و آریادنه را در ساحل ناکسوس رها می‌کند. وی مضطرب با صدای سیرن به سمت دریا کشیده می‌شود.